# Kostel Agia Kyriaki
Kostel Agia Kyriaki (řecky Αγία Κυριακή) je bazilika postavená kolem roku 400 v historickém centru Pafosu v distriktu Pafos na Kypru. Podle legendy byl na sloupu v areálu současného kostela zbičován biblický apoštol svatý Pavel.

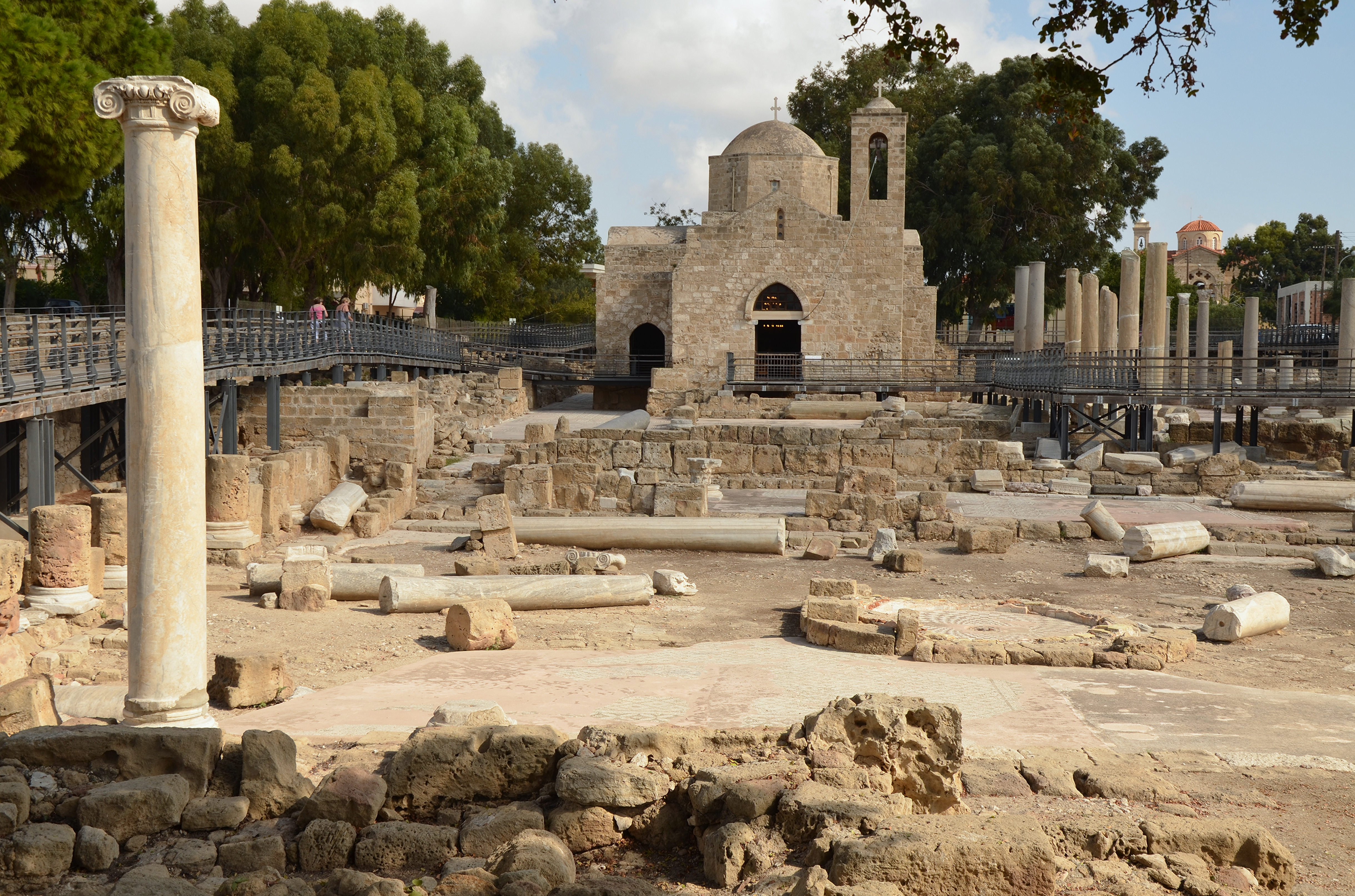
Pohled na současný kostel se zbytky původního byzantského kostela v popředí.

V areálu se nachází tři stavby - zbytky raně křesťanské baziliky ze 4. století, zbytky gotického katolického kostela ze 13. století a současný stojící pravoslavný kostel z roku 1540.

## Přítomnost svatého Pavla
Svatý Pavel z Tarsu a svatý Barnabáš navštívili Kypr v roce 45 a obrátili na křesťanství římského prokonzula Sergia Paula. Podle tradice byl na tomto místě roku 45 bičován Svatý Pavel z Tarsu. Dodnes se zde nachází sloup, na němž byl dle tradice bičován.

## Původní bazilika

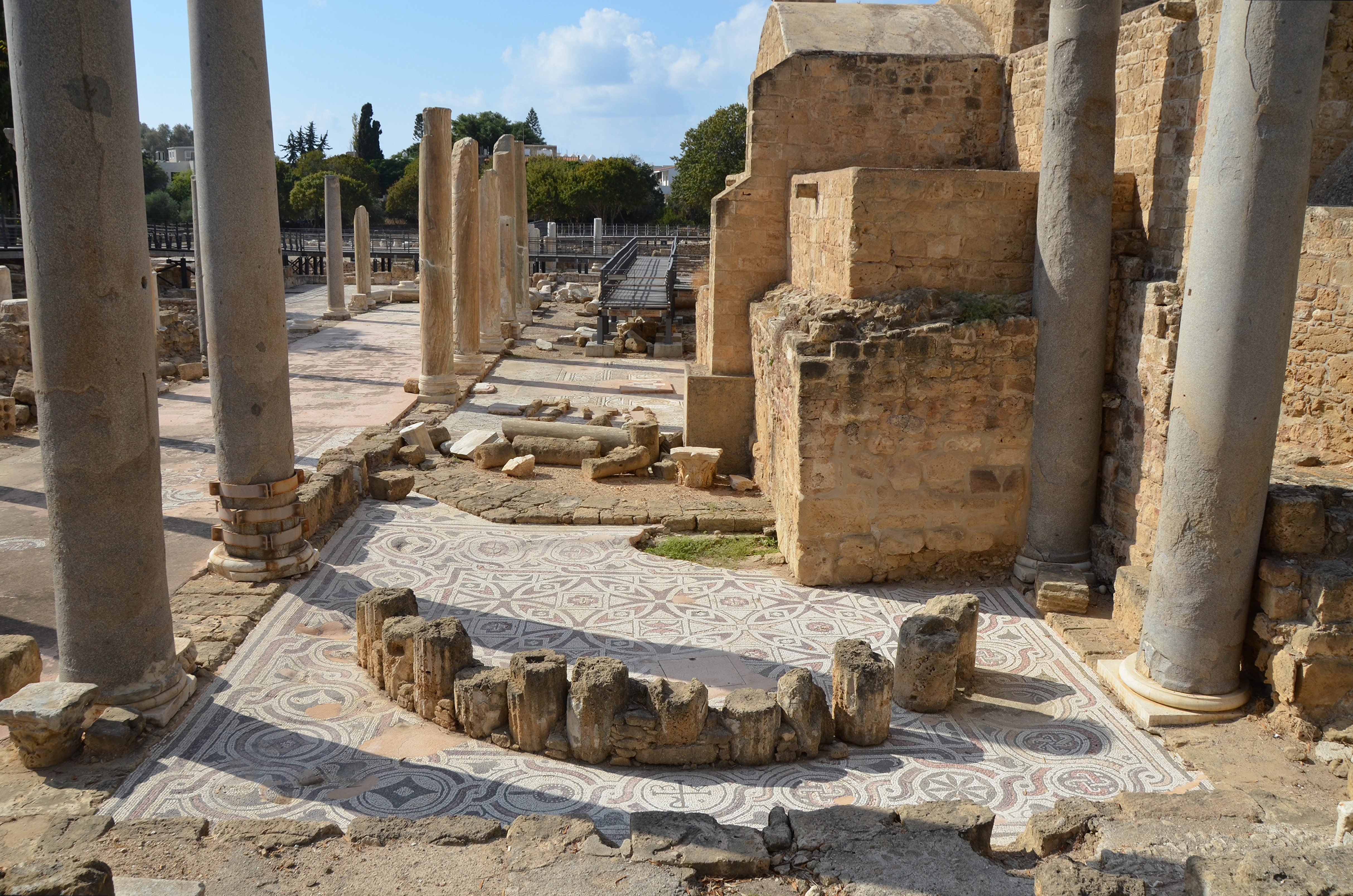
Přeživší mozaiky a sloupy z původního byzantského kostela ze 4. století.

Původní bazilika byla založena v roce 386. Jednalo se o největší kostel na Kypru. Kostel byl sídlem biskupů Kyperské pravoslavné církve. Palác biskupů se necházel poblíž kostela. Jednalo se původně o sedmilodní stavbu, ovšem po zemětřesení byla roku 536 přestavena za biskupa Sergia jako pětilodní stavba. Jednalo se o katedrálu kyperských biskupů.
Roku 653 byla bazilika zničena během arabské invaze. Z baziliky zůstaly jen některé sloupy (v korintském slohu) a mozaikové podlahy, které se dochovaly dodnes a jsou vidět poblíž dnešního kostela.
Sloupy a podlahy s mozaikami byly objeveny při archeologických pracích roku 1987.

## Gotický katolický kostel
Římskokatolický kostel zde vybudovali Františkáni roku 1312. V roce 1573, po dobytí Kypru Osmanskou říší, byl přestavěn na mešitu. Kolem roku 1600 se zhroutil.

## Současný pravoslavný kostel

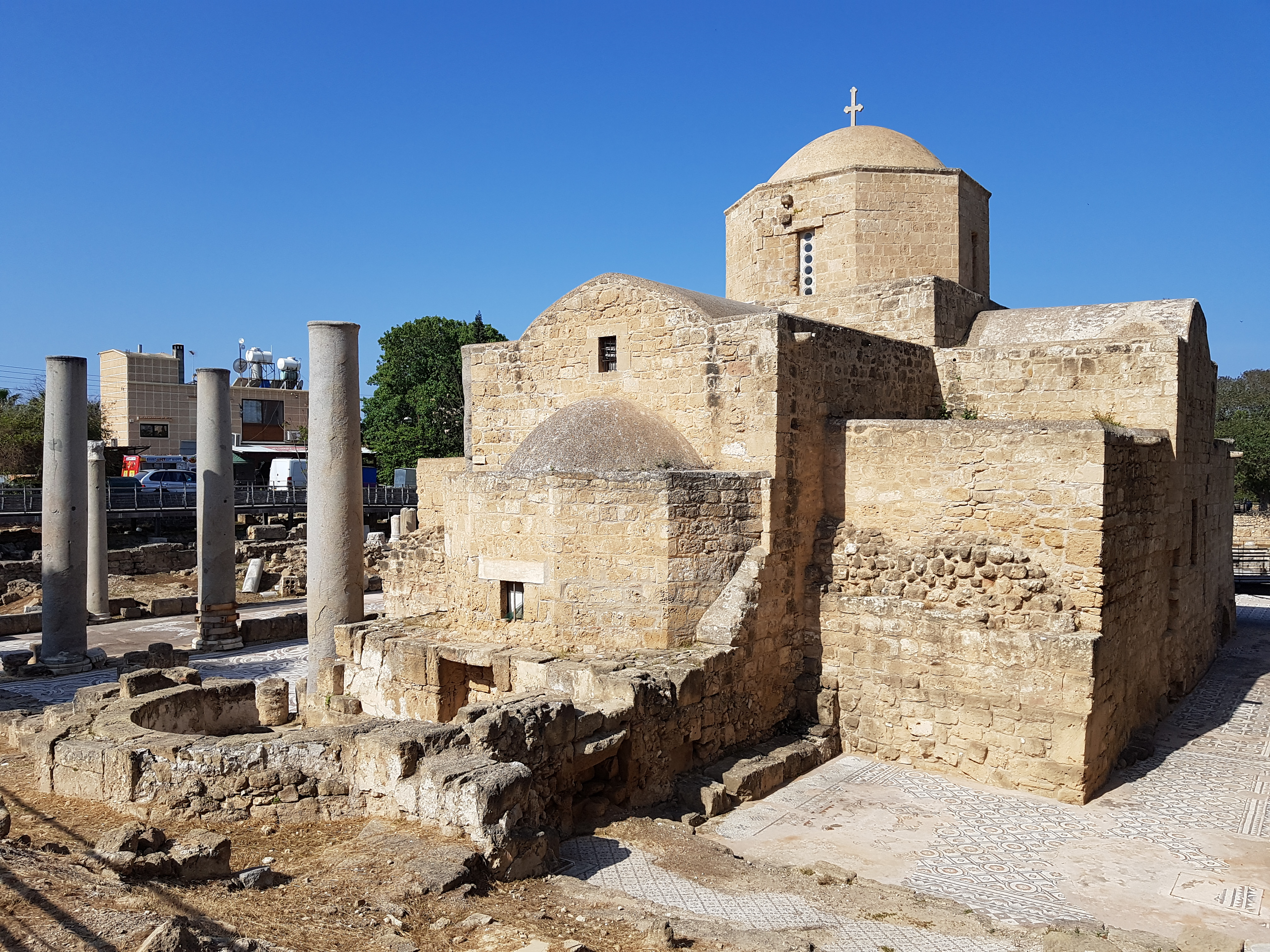
Současný kostel

Roku 900 byl na místě současného kostela postaven menší pravoslavný kostel. Jednalo se dále o katedrálu kyperských biskupů. Kostel byl poškozen při zemětřesení roku 1159.
Roku 1500 byl pravoslavný kostel zrekonstruován do dnešní podoby. Tureckou nadvládu nad Kyprem od roku 1571 kostel přežil beze změny.
Přestože se jednalo o pravoslavný kostel, tak dnes je spravován anglikánskou a římskokatolickou církví.